# Lanarvily
Lanarvily [lanaʁvili] (en breton : Lannarvili) est une commune du département du Finistère, dans la région Bretagne, en France.

## Géographie
Lanarvily est située dans le Nord-Finistère, à une vingtaine de kilomètres au nord de Brest. Commune rurale d'une superficie de 5,92 km², l'activité agricole est surtout orientée vers les productions laitière et maraîchère. En 2008, la population s'élevait à 375 habitants.
| Kernilis       | Saint-Frégant |            |
|                | Lanarvily     | Le Folgoët |
| Loc-Brévalaire | Le Drennec    |            |

### Hydrographie
Pour un article plus général, voir Réseau hydrographique du Finistère.
La commune est située dans le bassin Loire-Bretagne. Elle est drainée par l'aber Vrac'h et divers autres petits cours d'eau,.
L'Aber-Wrac'h, d'une longueur de 33 km, prend sa source dans la commune de Trémaouézan et se jette  dans la Manche entre les communes de Landéda et de Plouguerneau, après avoir traversé dix communes.  Les caractéristiques hydrologiques de l'Aber Wrac'h sont données par la station hydrologique située sur la commune. Le débit moyen mensuel est de 1,58 m3/s. Le débit moyen journalier maximum est de 15,5 m3/s, atteint lors de la crue du 7 février 2014. Le débit instantané maximal est quant à lui de 18,3 m3/s, atteint le même jour.

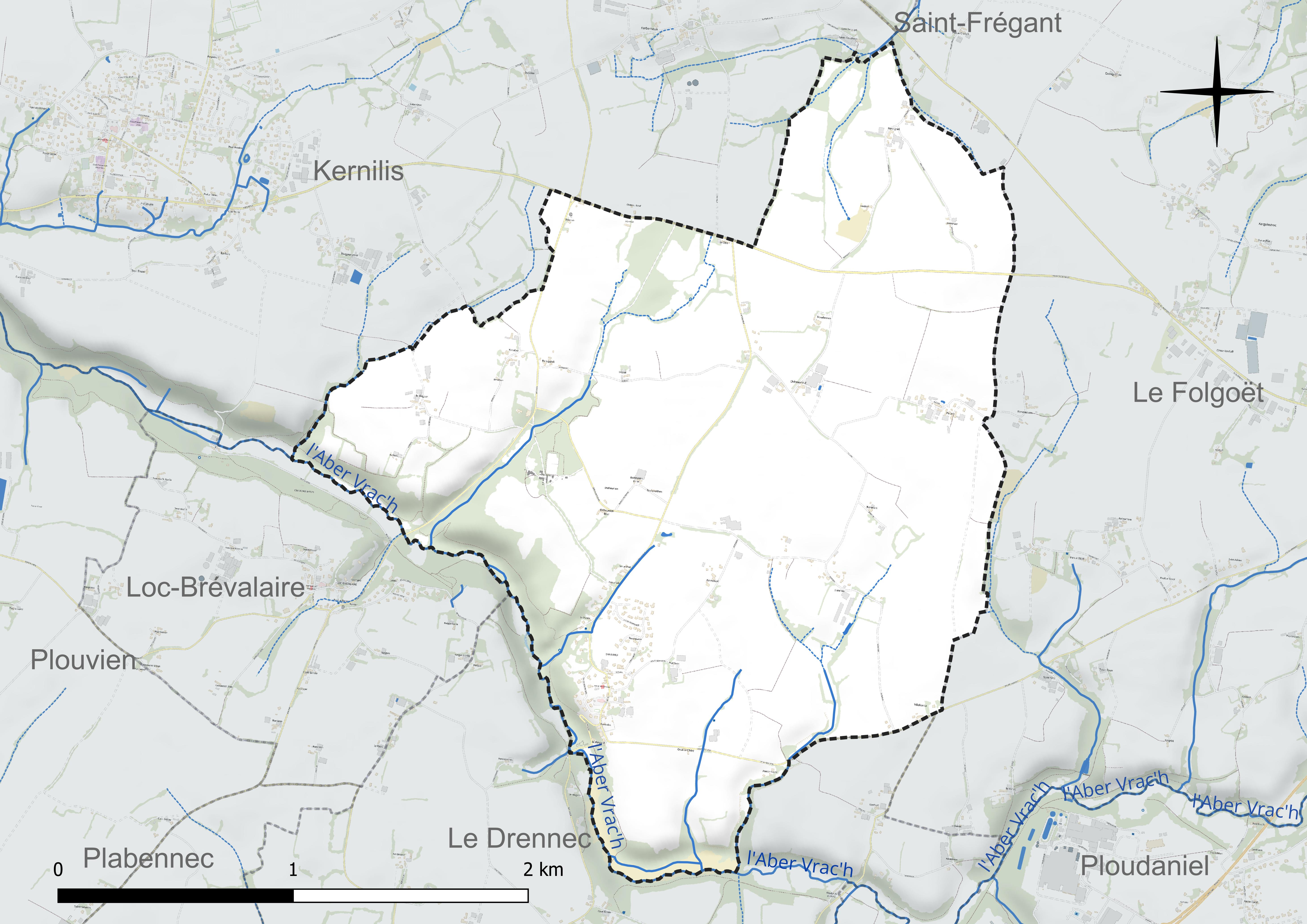
Réseau hydrographique de Lanarvily.

### Climat
Pour des articles plus généraux, voir Climat de la Bretagne et Climat du Finistère.
En 2010, le climat de la commune est de type climat océanique franc, selon une étude du CNRS s'appuyant sur une série de données couvrant la période 1971-2000. En 2020, Météo-France publie une typologie des climats de la France métropolitaine dans laquelle la commune est exposée à un climat océanique et est dans la région climatique  Finistère nord, caractérisée par une pluviométrie élevée, des températures douces en hiver (6 °C), fraîches en été et des vents forts. Parallèlement l'observatoire de l'environnement en Bretagne publie en 2020 un zonage climatique de la région Bretagne, s'appuyant sur des données de Météo-France de 2009. La commune est, selon ce zonage, dans la zone « Monts d'Arrée », avec des hivers froids, peu de chaleurs et de fortes pluies.  
Pour la période 1971-2000, la température annuelle moyenne est de 11,8 °C, avec  une amplitude thermique annuelle de 9,4 °C. Le cumul annuel moyen de précipitations est de 1 018 mm, avec 17,1 jours de précipitations en janvier et 8 jours en juillet. Pour la période 1991-2020, la température moyenne annuelle observée sur la station météorologique la plus proche, située sur la commune de Ploudaniel à 6 km à vol d'oiseau, est de 11,6 °C et le cumul annuel moyen de précipitations est de 1 146,8 mm,. Pour l'avenir, les paramètres climatiques de la commune estimés pour 2050 selon différents scénarios d'émission de gaz à effet de serre sont consultables sur un site dédié publié par Météo-France en novembre 2022.

## Urbanisme

### Typologie
Au 1er janvier 2024, Lanarvily est catégorisée commune rurale à habitat dispersé, selon la nouvelle grille communale de densité à 7 niveaux définie par l'Insee en 2022.
Elle est située hors unité urbaine. Par ailleurs la commune fait partie de l'aire d'attraction de Brest, dont elle est une commune de la couronne,. Cette aire, qui regroupe 68 communes, est catégorisée dans les aires de 200 000 à moins de 700 000 habitants,.

## Toponymie
Le nom de la localité est attesté sous la forme Lanhervilly en 1630.
Du breton lann (ermitage) et de saint Haeruili (ou Haeluili, attesté au IXe siècle).

## Histoire

### Moyen Âge
Lanarvily était une trève de Kernilis, faisait partie de l'archidiaconé de Kemenet-Ily relevant de l'évêché de Léon et était sous le vocable de saint Gouesnou. Elle est issue d'un démembrement de la paroisse primitive de Plouguerneau.

### Révolution française
En mars 1793, Lanarvily fit partie, avec Guissény, Plounéventer, Ploudaniel, Plouguerneau et Kerlouan, des communes condamnées à payer en tout 40 600 livres de dédommagement pour s'être rebellée contre le gouvernement républicain (Kernilis et Lanarvily eurent à payer 500 livres).

### XXesiècle
Henry Aubert de Vincelles, maire de Lanarvily, fit partie des onze maires qui adressèrent en octobre 1902 une protestation au préfet du Finistère à propos de la circulaire interdisant l'usage de la langue bretonne dans les églises.

## Politique et administration

### Liste des maires
| Période                                  | Période     | Identité             | Étiquette | Qualité           |
| ---------------------------------------- | ----------- | -------------------- | --------- | ----------------- |
| 1977                                     | 2008        | Pierre Menes         |           |                   |
| 2008                                     | 2014        | Marie-Gabrielle Ogor |           |                   |
| 2014                                     | 23 mai 2020 | Yvon Thomas          |           |                   |
| 23 mai 2020                              | En cours    | Xavier Franques      |           | Ingénieur conseil |
| Les données manquantes sont à compléter. |             |                      |           |                   |

## Population et société

### Démographie
| 1800 | 1806 | 1821 | 1831 | 1836 | 1841 | 1846 | 1851 | 1856 |
| ---- | ---- | ---- | ---- | ---- | ---- | ---- | ---- | ---- |
| 372  | 516  | 512  | 480  | 492  | 500  | 546  | 539  | 514  |

| 1861 | 1866 | 1872 | 1876 | 1881 | 1886 | 1891 | 1896 | 1901 |
| ---- | ---- | ---- | ---- | ---- | ---- | ---- | ---- | ---- |
| 514  | 540  | 543  | 518  | 526  | 510  | 507  | 520  | 518  |

| 1906 | 1911 | 1921 | 1926 | 1931 | 1936 | 1946 | 1954 | 1962 |
| ---- | ---- | ---- | ---- | ---- | ---- | ---- | ---- | ---- |
| 516  | 565  | 507  | 515  | 507  | 469  | 427  | 399  | 355  |

| 1968 | 1975 | 1982 | 1990 | 1999 | 2004 | 2006 | 2009 | 2014 |
| ---- | ---- | ---- | ---- | ---- | ---- | ---- | ---- | ---- |
| 291  | 270  | 272  | 281  | 266  | 312  | 345  | 390  | 436  |

| 2019 | 2022 | - | - | - | - | - | - | - |
| ---- | ---- | - | - | - | - | - | - | - |
| 414  | 406  | - | - | - | - | - | - | - |

### Sports
Chaque année, le plus souvent au mois de janvier, Lanarvily organise une compétition internationale de cyclo-cross, le Cyclo-cross du Mingant. La première édition s'est tenue en 1958. Lanarvily a organisé un Championnat de Bretagne (1965), une manche de la Coupe de France de cyclo-cross (2014), cinq Championnats de France de cyclo-cross (1973, 1996, 2007, 2011 et 2017), une manche de la Coupe du monde de cyclo-cross (2004-2005) et un Championnat du monde de cyclo-cross (1982). Au cours des 60 épreuves disputées depuis 1958, le circuit du Mingant a accueilli les spécialistes de la discipline, ainsi que des champions du cyclisme français et international (Bernard Hinault, Ronan Pensec, Miguel Martinez, Roger De Vlaeminck, Adrie van der Poel, Sven Nys, Francis Mourey…). L'organisation de la compétition mobilise de nombreuses personnes, notamment plus de 400 bénévoles pour le championnat de France de 2007, pour une commune de 350 habitants.

## Culture locale et patrimoine

### Lieux et monuments

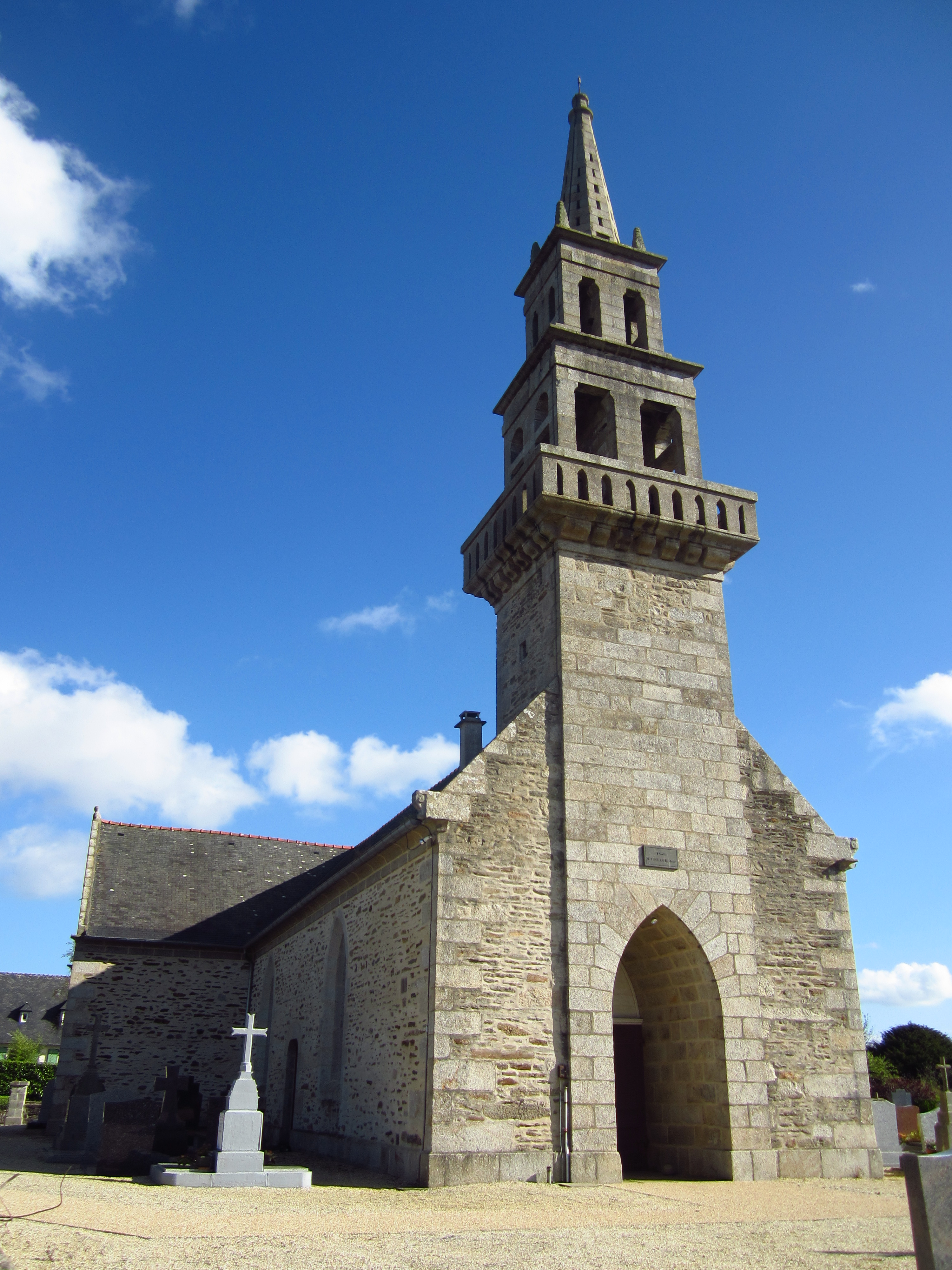
L'église Saint-Gouesnou.

- L'église Saint-Gouesnou, construite au XVe siècle, et restaurée en 1856. Le bâtiment conserve de la chapelle originale du XVe siècle la sacristie et sa porte, et probablement le pignon du transept sud. À l'intérieur, statues en bois polychrome, huile sur toile de la scène de la crucifixion.

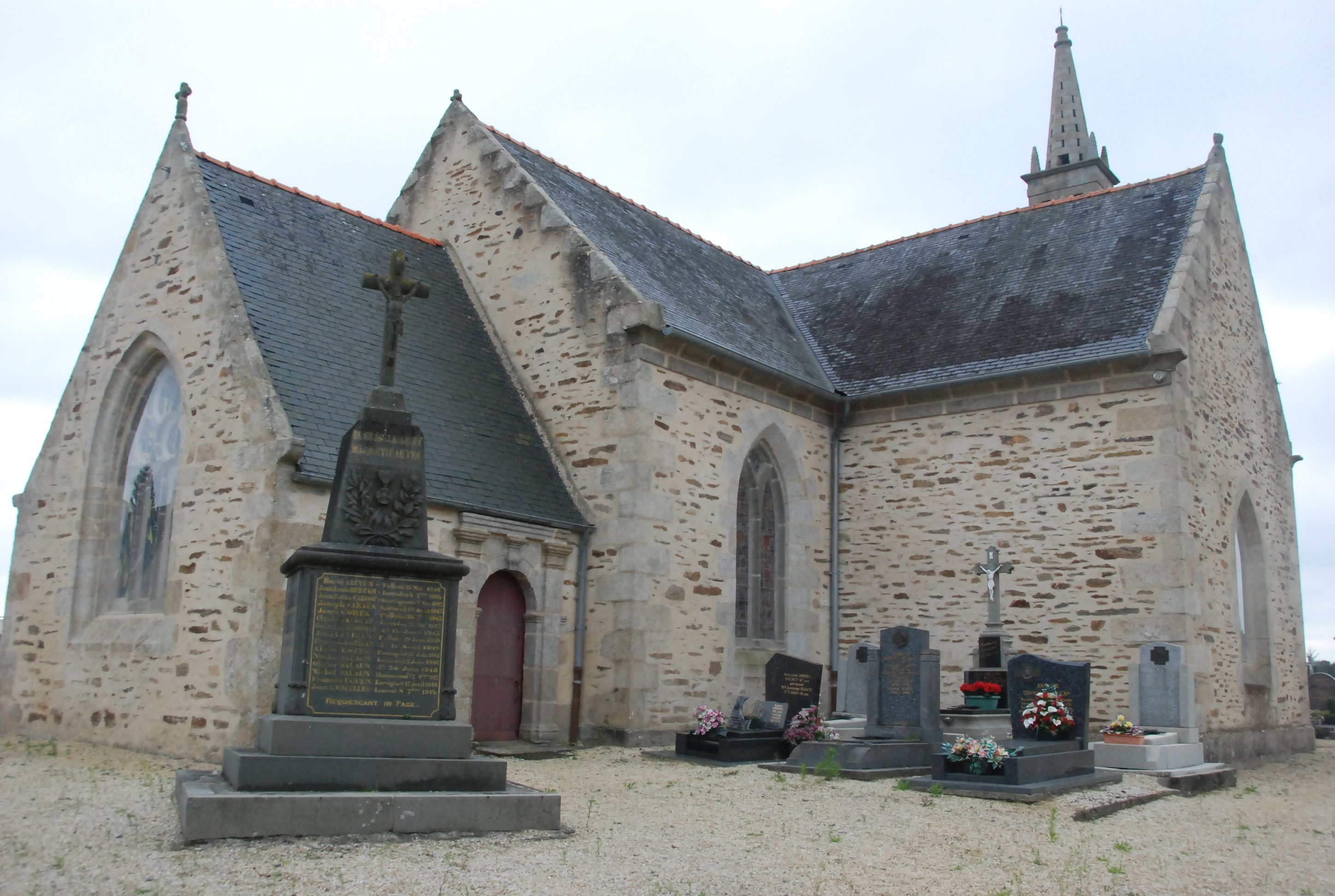
Monument aux morts de 1914-1918.

- Monument aux morts de 1914-1918.

### Langue bretonne
L'adhésion à la charte Ya d'ar brezhoneg a été votée par le Conseil municipal le 21 novembre 2011.

### Héraldique
| Blason de Lanarvily | Blason  | Parti: au 1er d'or au lion morné de sable, au 2e de sinople à la gerbe de blé d'or; à la pointe écimée d'argent brochante; à la croix de calvaire du lieu, perronnée de quatre pièces, au naturel et brochant sur le tout; au comble d'argent chargé de cinq mouchetures d'hermine de sable. |
| Blason de Lanarvily | Détails | Le statut officiel du blason reste à déterminer. |

### Personnalités liées à la commune
- Famille Aubert de Vincelles

## Pour approfondir